# Kvarnsjön (Ekshärads socken, Värmland)
Kvarnsjön är en sjö i Hagfors kommun i Värmland och ingår i Göta älvs huvudavrinningsområde. Sjön är 14 meter djup, har en yta på 1 kvadratkilometer och är belägen 355 meter över havet. Sjön avvattnas av vattendraget Kvarnälven. Vid provfiske har abborre och gädda fångats i sjön.

## Delavrinningsområde
Kvarnsjön ingår i det delavrinningsområde (669478-138087) som SMHI kallar för Utloppet av Kvarnsjön. Medelhöjden är 393 meter över havet och ytan är 11,39 kvadratkilometer. Det finns inga avrinningsområden uppströms utan avrinningsområdet är högsta punkten. Kvarnälven som avvattnar avrinningsområdet har biflödesordning 4, vilket innebär att vattnet flödar genom totalt 4 vattendrag innan det når havet efter 402 kilometer. Avrinningsområdet består mestadels av skog (72 procent) och sankmarker (10 procent). Avrinningsområdet har 1,34 kvadratkilometer vattenytor vilket ger det en sjöprocent på 11,7 procent.